# Leptogaster auripulverella
Leptogaster auripulverella är en tvåvingeart som beskrevs av Seguy 1934. Leptogaster auripulverella ingår i släktet Leptogaster och familjen rovflugor. Inga underarter finns listade i Catalogue of Life.